# Pila de combustible de agua

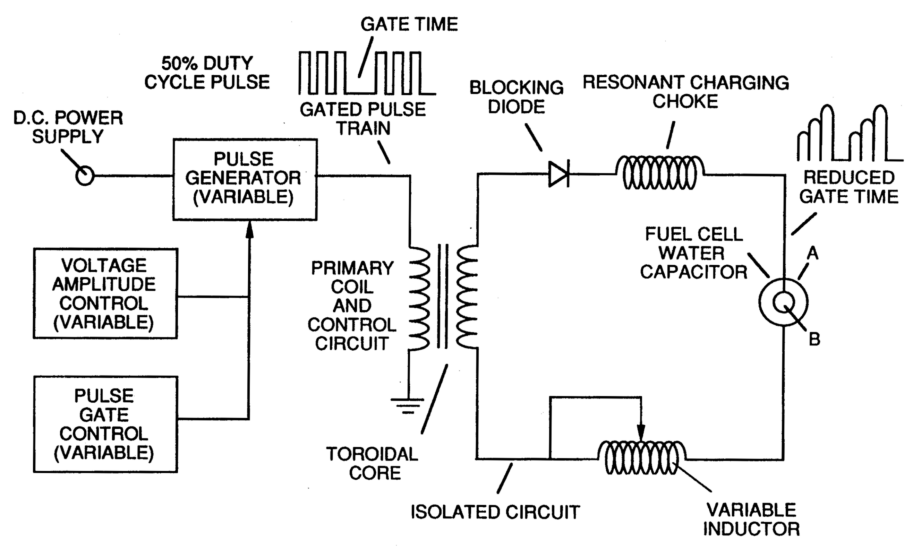
El circuito.

La pila de combustible de agua es un diseño no funcional de una «máquina de movimiento perpetuo» creada por Stanley Meyer. Meyer afirmó que un automóvil equipado con el dispositivo podría utilizar agua como combustible en lugar de gasolina. Un tribunal de Ohio consideró fraudulentas las afirmaciones de Meyer sobre su «pila de combustible de agua» y el automóvil que impulsaba en 1996.

## Supuesto diseño
La pila de combustible de agua supuestamente divide el agua en sus elementos componentes, hidrógeno y oxígeno; luego quemaba el gas hidrógeno para generar energía, un proceso que reconstituiría las moléculas de agua. Según Meyer, el dispositivo requeriría menos energía para realizar la electrólisis que el requerimiento mínimo de energía predicho o medido por la ciencia convencional. Se alegaba que el mecanismo de acción implicaba el «gas de Brown», una mezcla de oxihidrógeno con una proporción de 2:1, la misma composición que el agua líquida; que luego se mezclaría con el aire ambiente (nitrógeno, oxígeno, argón, etc.). El gas hidrógeno resultante luego se quemaba para generar energía, lo que reconstituyó las moléculas de agua en otra unidad separada de la unidad en la que se separó el agua. Si el dispositivo funcionara como se especifica, violaría la primera y la segunda ley de la termodinámica, permitiendo su funcionamiento como una máquina de movimiento perpetuo.
A lo largo de sus patentes, Meyer utilizó los términos «pila de combustible» o «pila de combustible de agua» para referirse a la parte de su dispositivo en la que la electricidad pasa a través del agua para producir hidrógeno y oxígeno. El uso que hace Meyer del término en este sentido es contrario a su significado habitual en ciencia e ingeniería, en el que este tipo de células se denominan convencionalmente «células electrolíticas». Además, el término «pila de combustible» suele reservarse para las pilas que producen electricidad a partir de una reacción química redox, mientras que la pila de combustible de Meyer consumía electricidad, como se muestra en sus patentes y en el circuito que se muestra a la derecha. Meyer describe en una patente de 1990 el uso de un «conjunto de pila de combustible de agua» y muestra algunas imágenes de su «condensador de agua de pila de combustible». Según la patente, en este caso «... el término "pila de combustible" se refiere a una única unidad de la invención que comprende una celda de condensador de agua ... que produce el gas combustible de acuerdo con el método de la invención».

## El inventor
Stanley Allen Meyer (Columbus, 24 de agosto de 1940-Condado de Franklin, 20 de marzo de 1998) había diseñado un motor de agua utilizando un sistema para provocar la fisión de las moléculas de agua para extraer el hidrógeno y el oxígeno que contienen.

### Cobertura mediática

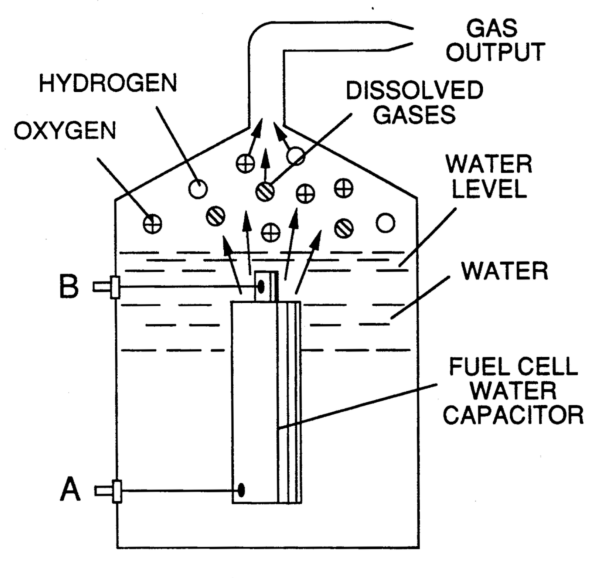
La pila de combustible de agua.

Construyó varios prototipos para mostrar su invento, incluido instalarlo en un Chevrolet Camaro de 1978 y en un buggy en presencia del canal local WSYX (filial de ABC),Meyer estimó entonces que podría viajar de Los Ángeles a Nueva York con sólo 83 litros de agua. Además, Meyer afirmó haber sustituido las bujías por «inyectores» que introducían una mezcla de hidrógeno y oxígeno en los cilindros del motor. El agua era sometida a una resonancia eléctrica que la disociaba en su composición atómica básica. La pila de combustible de agua dividiría el agua en hidrógeno y oxígeno, que luego se volverían a quemar en vapor de agua en un motor de combustión interna convencional para producir energía neta.

### Demanda judicial
El invento de Meyer fue posteriormente calificado de fraudulento después de que dos inversores a quienes había vendido concesionarios que ofrecían el derecho a hacer negocios con la tecnología de la pila de combustible de agua lo demandaron en 1996. Su coche debía ser examinado por el perito Michael Laughton, profesor de ingeniería eléctrica en la Queen Mary University of Londos y fellow de la Real Academia de Ingeniería. Sin embargo, Meyer dio lo que el profesor Laughton consideró una «excusa poco convincente» en los días del examen y no permitió que la prueba continuara. Su «pila de combustible de agua» fue examinada posteriormente por tres peritos en el tribunal, quienes encontraron que «no había nada revolucionario en la celda y que simplemente estaba usando electrólisis convencional». El tribunal determinó que Meyer había cometido un «fraude flagrante y atroz» y le ordenó devolver a los dos inversores sus 25 000 dólares.

### Muerte de Meyer
Meyer murió repentinamente el 20 de marzo de 1998, mientras cenaba en un restaurante. Su hermano afirmó que durante una reunión con dos inversores belgas, Meyer de repente salió corriendo diciendo: «¡Me envenenaron!». Después de una investigación, la policía de Grove City estuvo de acuerdo con el informe forense del condado de Franklin que dictaminó que Meyer, que tenía presión arterial alta, murió de un aneurisma cerebral. Algunos de los partidarios de Meyer creen que fue asesinado para suprimir sus inventos. Philippe Vandemoortele, uno de los inversores belgas, quien afirmó que había apoyado económicamente a Meyer desde hace varios años y lo considera un amigo personal, afirmó que no tiene idea de dónde provinieron los rumores.

## Secuelas
Philip Ball, escribiendo en la revista académica Nature en 2007, caracterizó las afirmaciones de Meyer como pseudociencia, señalando que «no es fácil establecer cómo debía funcionar el automóvil de Meyer, excepto que involucraba una celda de combustible que era capaz de dividir el agua usando menos energía de la que se liberaba por recombinación de los elementos ... Los cruzados contra la pseudociencia pueden despotricar y delirar todo lo que quieran, pero al final también podrían aceptar que el mito del agua como combustible nunca desaparecerá».
Las patentes de Meyer han expirado. Sus inventos ahora son de dominio público, disponibles para que todos los utilicen sin restricciones ni pago de regalías. Ningún fabricante de motores o vehículos ha incorporado el trabajo de Meyer.